# Solanum carolinense
Solanum carolinense es una planta herbácea perenne del sudeste de Estados Unidos que se ha expandido a través de Norteamérica. Se la conoce, en inglés, como ortiga de Bull; no obstante, no es una ortiga verdadera sino un miembro de las Solanáceas que tiene espinas dorsales a lo largo de sus tallos, las cuales penetran en la piel y desgarran. 

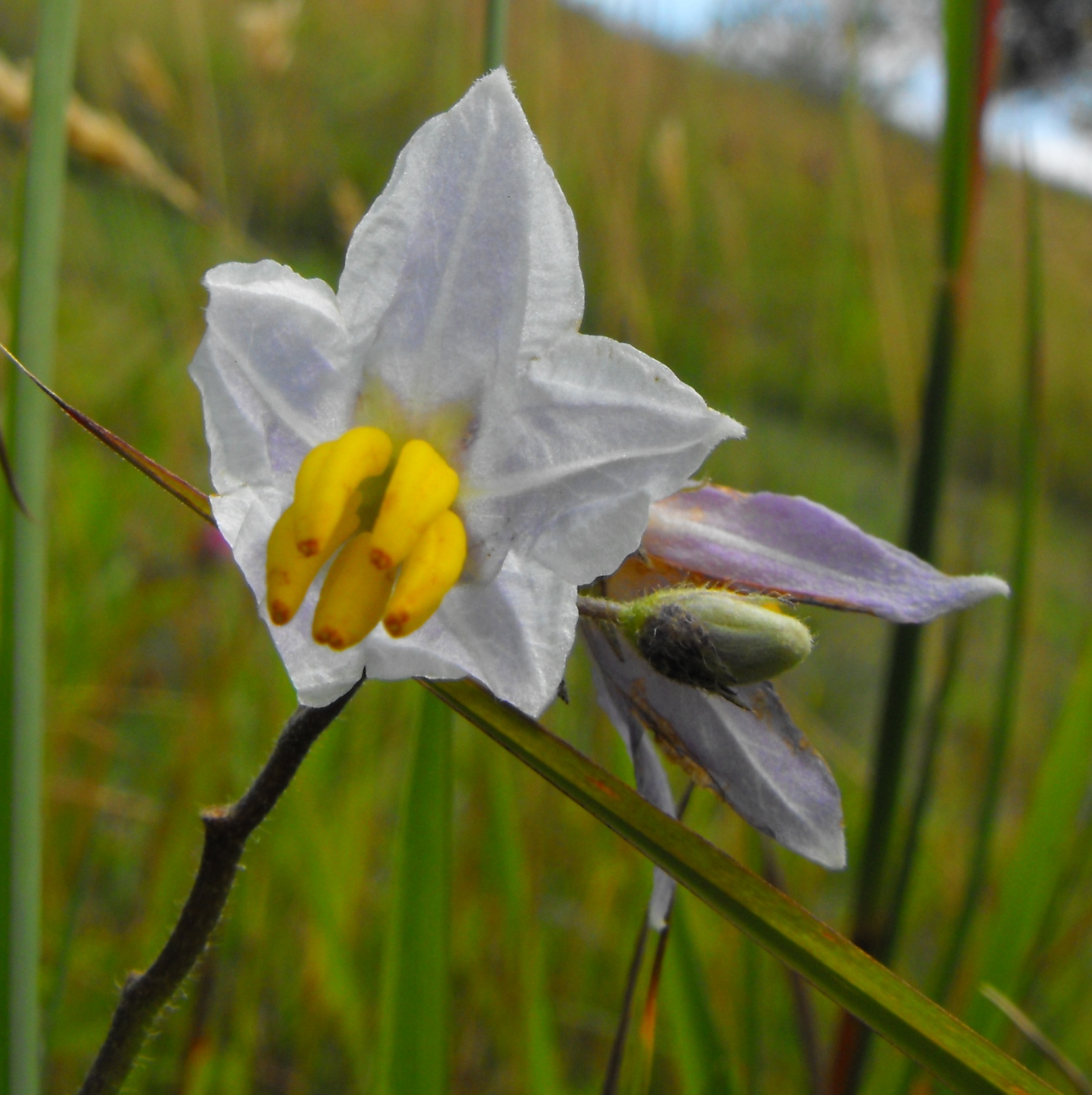
Flor

## Descripción
Las hojas son  irregularmente lobuladas o groseramente dentadas y se cubren de pelusilla. Las flores tienen 5 pétalos y son de color blanco o púrpura con los centros amarillos, aunque también hay una variante azul.  El fruto se parece al tomate y cada una contiene unas 60 semillas. Todas las partes de la planta son venenosas, incluyendo el fruto.

## Taxonomía
Solanum carolinense fue descrita por Carlos Linneo y publicado en Species Plantarum 1: 187. 1753.
Etimología
Solanum: nombre genérico que deriva del vocablo Latíno equivalente al Griego στρνχνος (strychnos) para designar el Solanum nigrum (la "Hierba mora") —y probablemente otras especies del género, incluida la berenjena— , ya empleado por Plinio el Viejo en su Historia naturalis (21, 177 y 27, 132) y, antes, por Aulus Cornelius Celsus en De Re Medica (II, 33). Podría ser relacionado con el Latín sol. -is, "el sol", debido a que la planta sería propia de sitios algo soleados.
carolinense: epíteto geográfico que alude a su localización en Carolina.
Variedad aceptada
- Solanum carolinense f. albiflorum (Kuntze) Benke

Sinonimia
- Solanum carolinense f. carolinense
- Solanum carolinense var. carolinense [5]